# Vöröstorkú nektármadár
A vöröstorkú nektármadár (Anthreptes rhodolaemus) a madarak (Aves) osztályának a verébalakúak (Passeriformes) rendjébe, ezen belül a nektármadárfélék (Nectariniidae) családjába tartozó faj.

## Rendszerezése
A fajt George Ernest Shelley angol geológus és ornitológus írta le 1878-ban, Anthreptes rhodolaema néven.

## Előfordulása
Brunei, Indonézia, Malajzia, Mianmar, Szingapúr és Thaiföld területén honos. Természetes élőhelyei a szubtrópusi és trópusi síkvidéki esőerdők, mangroveerdők és cserjések, valamint ültetvények. Állandó, nem vonuló faj.

## Megjelenése
Testhossza 12 centiméter.

## Természetvédelmi helyzete
Az elterjedési területe rendkívül nagy, de a fakitermelés és a tüzek miatt, gyorsan csökken, egyedszáma is csökken. A Természetvédelmi Világszövetség Vörös listáján mérsékelten fenyegetett fajként szerepel.